# Amphoe Dok Khamtai

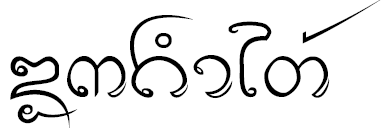
„Dok Khamtai“ in Lanna-Schrift

Amphoe Dok Khamtai (Thai: อำเภอ ดอกคำใต้) ist ein Landkreis (Amphoe – Verwaltungs-Distrikt) in der Provinz Phayao. Die Provinz Phayao liegt im nordöstlichen Teil der Nordregion von Thailand.

## Geographie
Dok Khamtai grenzt von Norden im Uhrzeigersinn gesehen an Amphoe Pa Daet in der Provinz Chiang Rai, an die Amphoe Chun, Pong und Chiang Muan der Provinz Phayao, an Amphoe Song in der Provinz Phrae, Amphoe Ngao in der Provinz Lampang sowie an Amphoe Mueang Phayao und Amphoe Phu Kamyao ebenfalls in Phayao.
Ein wichtiger Fluss des Kreises ist der Mae Nam Ing (Ing-Fluss).

## Geschichte
Der Kreis wurde ursprünglich im Jahr 1832 angelegt, aber am 23. Dezember 1917 wieder aufgelöst und in Amphoe Mueang Phayao eingegliedert. 
Am 24. Januar 1963 wurde Dok Khamtai erneut eingerichtet, zunächst jedoch als „Zweigkreis“ (King Amphoe). 
Am 27. Juli 1965 wurde er dann zum Amphoe heraufgestuft.

## Etymologie
Dok Khamtai ist der thailändische Name der Süßen Akazie (Acacia farnesiana (L.) Willd.), ein kleiner Baum mit wohlriechenden Blüten, der in der Vergangenheit rund um das Verwaltungsgebäude wuchs.

## Verwaltung

### Provinzverwaltung
Der Landkreis Dok Khamtai ist in zwölf Tambon („Unterbezirke“ oder „Gemeinden“) eingeteilt, die sich weiter in 125 Muban („Dörfer“) unterteilen.
| Nr. | Name        | Thai      | Muban | Einw. |
| --- | ----------- | --------- | ----- | ----- |
| 01. | Dok Khamtai | ดอกคำใต้   | 10    | 5.950 |
| 02. | Don Si Chum | ดอนศรีชุม   | 10    | 6.149 |
| 03. | Ban Tham    | บ้านถ้ำ     | 12    | 8.524 |
| 04. | Ban Pin     | บ้านปิน     | 10    | 5.240 |
| 05. | Huai Lan    | ห้วยลาน    | 16    | 9.009 |
| 06. | San Khong   | สันโค้ง     | 11    | 6.468 |
| 07. | Pa Sang     | ป่าซาง     | 10    | 5.291 |
| 08. | Nong Lom    | หนองหล่ม   | 09    | 5.993 |
| 09. | Dong Suwan  | ดงสุวรรณ   | 11    | 4.980 |
| 10. | Bun Koet    | บุญเกิด     | 09    | 4.675 |
| 11. | Sawang Arom | สว่างอารมณ์ | 08    | 3.984 |
| 12. | Khue Wiang  | คือเวียง    | 09    | 4.579 |

### Lokalverwaltung
Es gibt eine Kommune mit „Stadt“-Status (Thesaban Mueang) im Landkreis:
- Dok Khamtai (Thai: เทศบาลเมืองดอกคำใต้) bestehend aus dem kompletten Tambon Bun Koet und den Teilen der Tambon Dok Khamtai, Don Si Chum, Sawang Arom.

Es gibt drei Kommunen mit „Kleinstadt“-Status (Thesaban Tambon) im Landkreis:
- Nong Lom (Thai: เทศบาลตำบลหนองหล่ม) bestehend aus dem kompletten Tambon Nong Lom.
- Ban Tham (Thai: เทศบาลตำบลบ้านถ้ำ) bestehend aus dem kompletten Tambon Ban Tham.
- Huai Lan (Thai: เทศบาลตำบลห้วยลาน) bestehend aus dem kompletten Tambon Huai Lan.

Außerdem gibt es sieben „Tambon-Verwaltungsorganisationen“ (องค์การบริหารส่วนตำบล – Tambon Administrative Organizations, TAO)
- Dok Khamtai (Thai: องค์การบริหารส่วนตำบลดอกคำใต้) bestehend aus Teilen des Tambon Dok Khamtai.
- Don Si Chum (Thai: องค์การบริหารส่วนตำบลดอนศรีชุม) bestehend aus Teilen des Tambon Don Si Chum.
- Ban Pin (Thai: องค์การบริหารส่วนตำบลบ้านปิน) bestehend aus dem kompletten Tambon Ban Pin.
- San Khong (Thai: องค์การบริหารส่วนตำบลสันโค้ง) bestehend aus dem kompletten Tambon San Khong und Teilen des Tambon Sawang Arom.
- Pa Sang (Thai: องค์การบริหารส่วนตำบลป่าซาง) bestehend aus dem kompletten Tambon Pa Sang.
- Dong Suwan (Thai: องค์การบริหารส่วนตำบลดงสุวรรณ) bestehend aus dem kompletten Tambon Dong Suwan.
- Khue Wiang (Thai: องค์การบริหารส่วนตำบลคือเวียง) bestehend aus dem kompletten Tambon Khue Wiang.